# Wild Soul
„Wild Soul” (română „Suflet sălbatic”) este un cântec interpretat de cântăreața Cristina Scarlat. El a fost ales ca să reprezinte Moldova la Concursul Muzical Eurovision 2014 din Danemarca, după ce s-a clasat pe locul 1 în cadrul competiției O Melodie Pentru Europa 2014. Cântecul s-a clasat pe locul 16 la prima semifinală, nereușind să se califice în finală, fapt ce n-a avut loc de la ediția eurovisionului din 2008.